# Юнь, Бренди
Бренди Юнь (иер. 袁振洋, кант.-рус. Юнь Чаньён, кит.-рус. Юань Чжэньян; англ. Brandy Yuen Jan-Yeung) — гонконгский киноактёр, постановщик боёв, режиссёр.

## Биография
Бренди Юнь - сын Юнь Сиутхиня и брат Юнь Вопхина.

## Фильмография

### Актёр
- «Пьяный мастер» (1978)

### Режиссёр
- «Патриарх Дамо» (1994)